# Jindřiška Wurmová

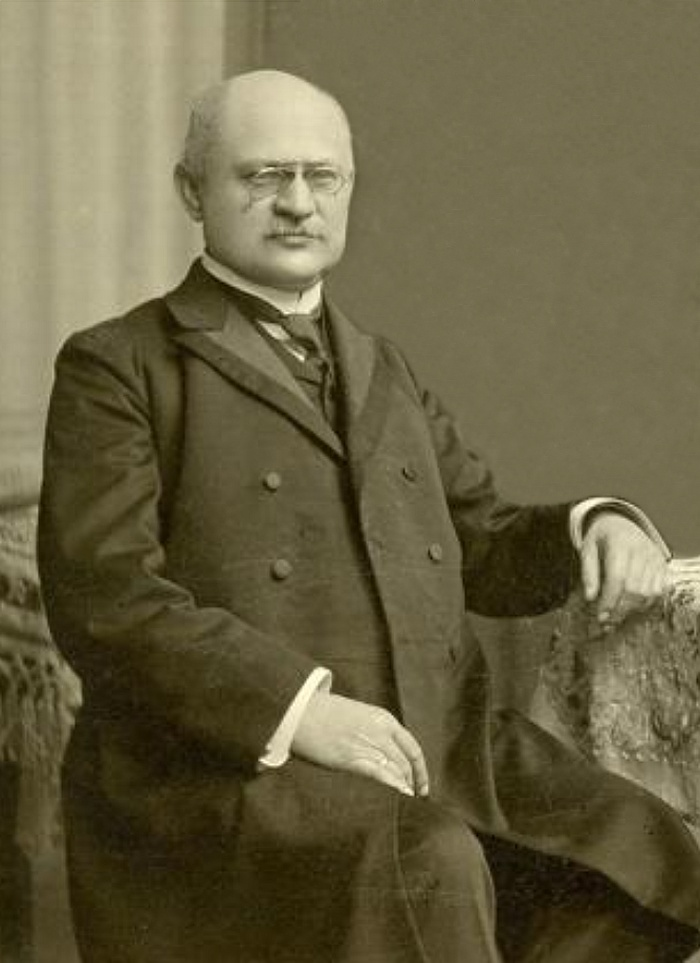
Její manžel František Bořivoj Wurm (* 17. června 1857 Klobouky u Brna, okres Břeclav – † 23. dubna 1939 Brno)

Jindřiška Wurmová, rozená Fleischerová, (8. února 1863 Rovečné, okr. Žďár nad Sázavou – 19. ledna 1953 Myslibořice) byla česká pacifistka, učitelka cizích jazyků, aktivistka ženského hnutí, překladatelka, spisovatelka a sociální pracovnice.

## Životopis

### Dětství
Jejím otcem byl Benjamin Fleischer, evangelický kazatel v Rovečném a matkou Marie Fleischerová (rozená Faustková). U fary bylo malé hospodářství, o které pečovala zejména maminka. Charakteristické je, že rodina se snažila všem dětem poskytnout vzdělání. Široká rodina se proto scházela v Rovečném málokdy, protože každý studoval a pobýval mimo Rovečné i o prázdninách. Na faře v Rovečném č. 82 byly však dveře pro příchozí vždy otevřeny, nejen pro studenty, ale i širokému okruhu přátel.

### Vzdělání
Jindřiška navštěvovala evangelickou jazykovou školu v Krabčicích pod Řípem. Později studovala v Mannersdorfu ve Švýcarsku na jazykovém ústavu.

### Zaměstnání
Byla zaměstnána jako učitelka cizích jazyků v Krabčicích, Šakvicích a ve Vesně Brno.

### Společenské aktivity
Při svých pobytech v Brně se seznámila s Františkem Bořivojem Wurmem, bankovním úředníkem, za kterého se 25. září 1889 v Rovečném provdala. Přestěhovala se do Brna a bydleli na ul. Křenové č. 14. František Wurm byl společensky založený, věnoval se spolkové činnosti a patřil i do okruhu známých rodiny Masarykových. Jeho aktivitu sdílela i manželka Jindřiška a brzo se sama zapojila do veřejné spolkové, odborné i zájmové aktivity. V roce 1892 se stala členkou výboru spolku Vesna v Brně. Zajímala se o feministické hnutí a zejména o nový způsob výchovy mladých dívek bez zamlčování choulostivých otázek. Aktivně se zapojila do mírového hnutí proti válce. Rozhodně se postavila proti rozšířenému alkoholismu na českém území a zdůraznila jeho rozkladný vliv pro rodinu.

### Hlavní oblast zájmu
Věnovala se intenzivně osvětové práci. Psala články do novin a povídky. Pořádala přednášky. V popředí jejích zájmů byla sociální hygiena, postavení žen ve společnosti, mírové hnutí, biografie, náboženství, atd. Chtěla být vzorem správné matky a ženy ve společnosti.

### Vliv rodiny na její činnost.
Manžel František Bořivoj Wurm jí v její sociální a společenské angažovanosti podporoval. Byla matkou dcery Milady a synů Miloše a Jaromíra. Smrt dcery Milady a syna Miloše Wurma ji určitě zásadně ovlivnil.
Po úmrtí dcery Miládky se stala místopředsedkyní odboru České zemské komise na ochranu dítek. Pro matky s dětmi v hmotné nouzi založila v Brně Poradnu pro matky a kojence a Útulek pro nemanželské matky.
Od roku 1899 se začala intenzivně věnovat pacifismu.
V roce 1912 se podílela na založení Mírové jednoty v Brně a 18 let byla její předsedkyní. Spolupracovala s Pavlou Moudrou při vydání „Mírové čítanky“. Pavla Moudrá přispěla do čítanky svým pacifismem. Vlastní texty Pavly Moudré v čítance byly překlady z francouzštiny a článek O Slávečkovi a vojáčcích. Čítanky měly posloužit hlavně k výchově mladé generace.
S Olgou Vaškovou, sestrou Petra Bezruče Jindřiška Wurmová založila v roce 1920 Českou zemskou komisi na ochranu mládeže.
Při své činnosti poznala častou příčinu rozvratu rodin. Na vině byl alkohol. V brožurce „Ženy a alkohol" (1923) vybízela k abstinenci. Stala se místopředsedkyní Zemského svazu abstinentského a jeho čestnou předsedkyní.
„Výchova karakteru“ (1926) nebo „Společnost národů" byla její díla s mírovou tematikou. Pro publikaci " Naší mládeži " napsal předmluvu ministr Dr. Edvard Beneš. (1927).

### Období 1. světové války
Protiválečná tematika v jejích pracích způsobila, že publikace Jindřišky Wurmové za 1. světové války nesměly vycházet, dokonce byly ničeny.
Synové Miloš a Jaromír museli do války. Miloš se narodil 22. listopadu 1892 v Brně, Po vypuknutí války roku 1914 narukoval do Bratislavy a jako velitel sanitního oddílu byl poslán na východní frontu do Haliče.
V září 1914 byl zajat ruskou armádou a byl internován v zajateckých táborech v Krasnojarsku, Irkutsku, Berezovce, Novonikolajevsku a Semipalatinsku. V září 1916 se přihlásil do vznikajících čs. legií v Rusku. Dne 3. 1. 1917 odjel jako velitel čety srbské divize v Oděse, přes Petrohrad a Murmansk do Glasgowa, odtud do Le Havru a posléze do Toulonu. Odtud s jednotkou vyrazili do přístavu Miry u Soluně (Řecko). Jednotka se na frontě zúčastnila těžkých bojů. V dubnu 1918 Miloš Wurm s dalšími našimi dobrovolníky odcestoval do Francie k tamním čs. legiím. Byl zařazen k 22. pluku čs. legií. Získal hodnost podporučíka a 13. srpna 1918 jej přidělili k 11. rotě 22. pluku jako velitele čety. Miloš Wurm padl v odboji jako francouzský legionář 24. října 1918 severně od Chestres u Vouziers (Francie). Smrt jej zastihla těsně před vyhlášením samostatného Československa. Posmrtně obdržel Francouzský válečný kříž (Croix de Guerre) s palmou, 4. listopadu 1918 (in memoriam)

### Sociální, osvětová a mírotvorná činnost
Jindřiška Wurmová se starala o raněné vojáky, kteří přijížděli z fronty a pečovala o nemocné v nemocnicích. Zajímala se také o vězně v brněnské věznici i o chovance v mikulovské polepšovně.
Po 1. světové válce se stala členkou několika mírotvorných organizací: Mezinárodní rada mírová v Ženevě, Světová unie žen, Unie společností pro svaz národů, Liga žen pro mír a svobodu aj.
Přednášela na různých místech Československa a také v zahraničí.
Od roku 1932 kázala jako jediná ženská delegátka na 6. Synodě v evangelické církvi. Byla členkou Kostnické jednoty a výchovného odboru Aliance církví pro mezinárodní přátelství.

### Období 2. světové války
Osvětové práci se věnovala i za druhé světové války. Je pozoruhodné kolik ženských spolků na území Čech vznikalo a jak se pokrokové ženské osobnosti snažily vyburcovat k aktivitě ostatní ženy. V Kalendáriu Češka (1908), který redigovala Pavla Maternová je článek o Významu a úloze ženských spolků, napsaný Eliškou Purkyňovou, političkou a členkou československého Národního shromáždění.

### Mírové a osvětové organizace ve kterých J. Wurmová pracovala
- Jednota mírová v Brně (1912–1928 spoluzakladatelka a předsedkyně, Chelčického mírové společnosti)
- Mírová rada v Ženevě (členka)
- Česká zemská komise na ochranu mládeže (spoluzakladatelka)
- České srdce, národní svépomocný spolek
- Spolek dívčí akademie (1903) na podporu zřízení gymnázia pro dívky
- Abstinentní svaz

### Spolupráce a kontakty
Brno mělo až do vzniku samostatného Československa velmi úzké vztahy s Vídní, což se projevovalo v mnoha kulturních oblastech, v hospodářských i ve společenských vztazích. Němečtí obyvatelé Brna velmi dobře komunikovali s jazykově spřízněnými obyvateli Vídně.
Od roku 1904 se datuje komunikace Jindřišky Wurmové s Berthou von Suttner, která byla později za svou mírovou činnost vyznamenána Nobelovou cenou za mír. Spolupracovala i s dalšími představitelkami českého ženského hnutí např. s Františkou Plamínkovou a Pavlou Moudrou.
České ženy sledovaly vývoj pokrokových snah o "Zrovnoprávnění a osvobození ženské duše" i v jiných zemích, například ve Francii.
V oblasti mírových aktivit i při podpoře žen v jejich emancipaci spolupracovala kromě žen i řada mužů a moderně smýšlejících intelektuálů.

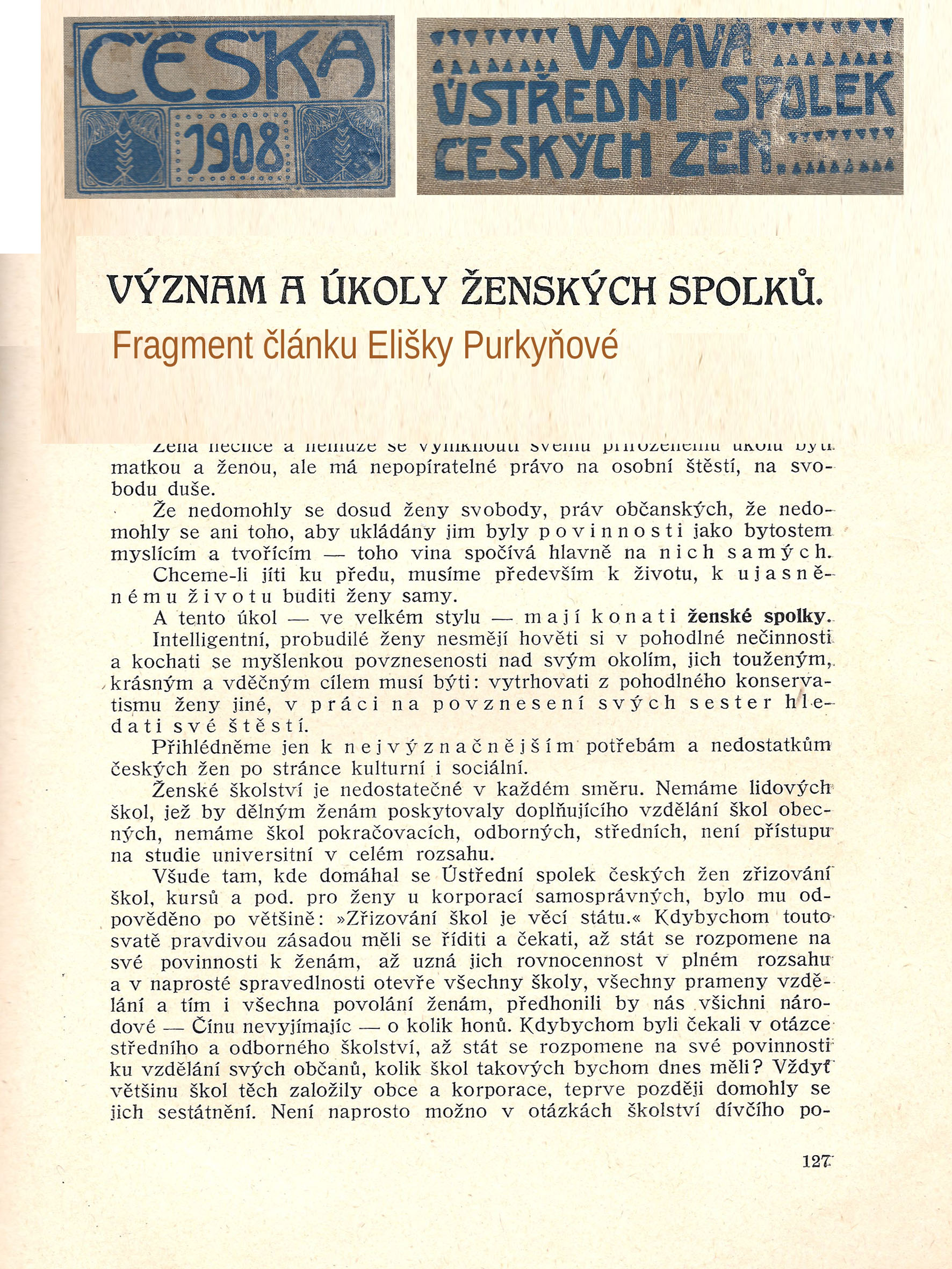
Fragment článku Elišky Purkyňové 1. část
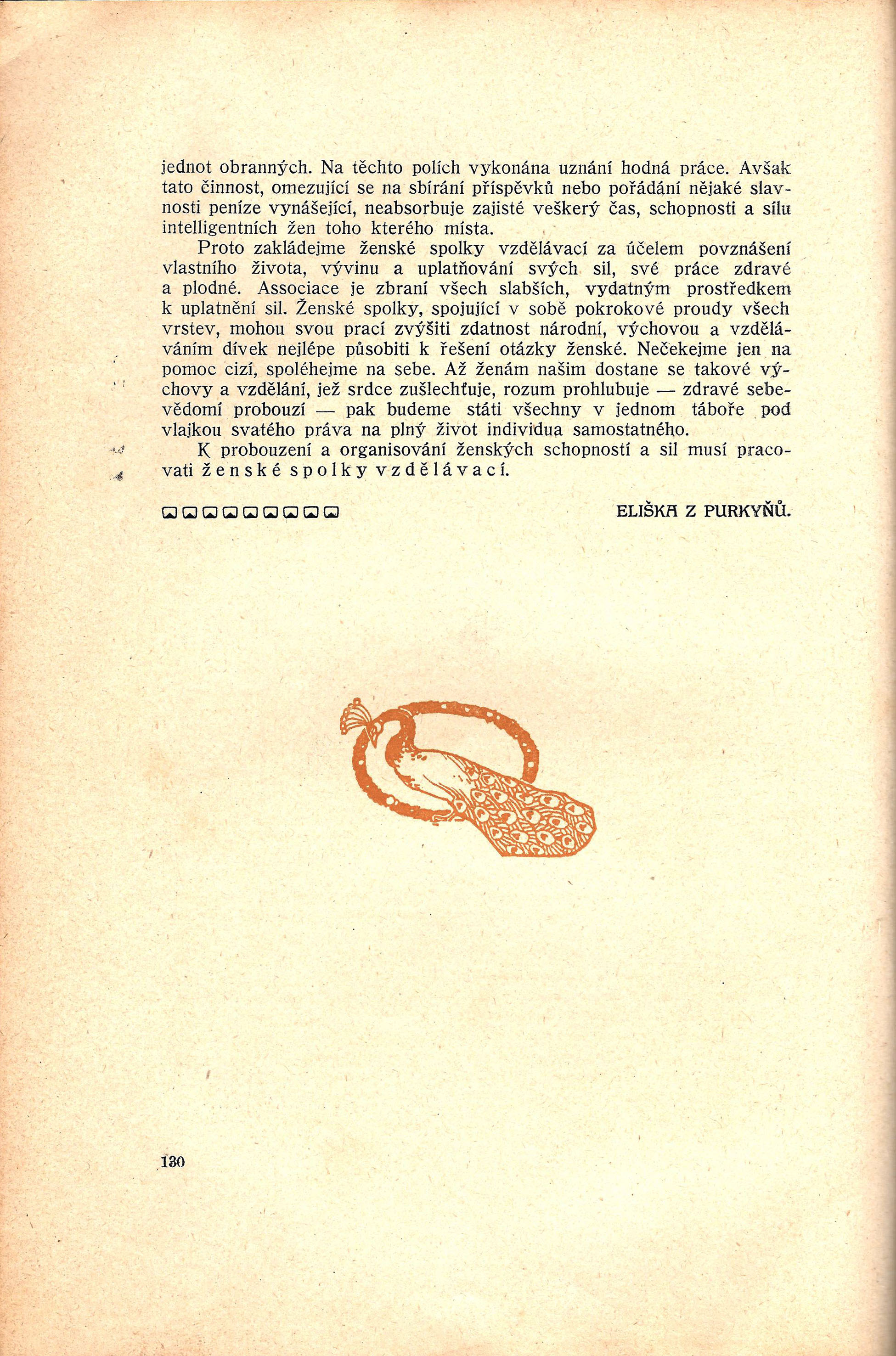
Článek Elišky Purkyňové 2. část - závěr

### Knihy a publikace

#### Duševní hygiena
- WURMOVÁ, Jindřiška. Vše pro dítě. Brno: Nákladem vlastním, 1912.
- WURMOVÁ, Jindřiška. Abstinentní a mírová desatera. Brno: Abstinentní svaz, 1921.
- WURMOVÁ, Jindřiška; HAMZA, František. Pro zdraví národa. Brno: Masarykova Liga, 1921.
- WURMOVÁ, Jindřiška. Ženy a alkohol. Brno: Vlastním nákladem, 1923.
- WURMOVÁ, Jindřiška. Práce srdcem: sociální služba. Epištoly demokracie; čís. 12.. Praha: Vlastním nákladem, 1924.
- WURMOVÁ, Jindřiška. Výchova karakteru. Reformátor: sborník vybrané, poučné a vzdělávací četby pro český lid; sv. 46.. Klatovy: Cyrill M. Höschl, 1926.
- WURMOVÁ, Jindřiška; HÖSCHL, Cyrill M. Výchova karakteru. Praha: Státovědecká společnost, 1927.

#### Pacifismus
- WURMOVÁ, Jindřiška. Viktor Hugo a světový mír. Brno: Vlastním nákladem, 1904.
- WURMOVÁ, Jindřiška. Světový mír. Brno: Dobroč. komitét dam, 1911.
- Mírová čítanka pro mládež. [s.l.]: [s.n.], 1913.
- WURMOVÁ, Jindřiška. Hnutí mírové. Knihovnička Jednoty mírové pro Moravu; 1. Brno: Jednota mírová, 1913.
- WURMOVÁ, Jindřiška. Mírové hnutí. Za vzděláním; sv. 101. Praha: Jos. R. Vilímek, 1918.
- WURMOVÁ, Jindřiška. Mírová čítanka. Klatovy: [s.n.]
- WURMOVÁ, Jindřiška. Do boje!. Praha: Ústř. družina váleč. poškozenců, 1920.
- WURMOVÁ, Jindřiška. Mírová besídka pro mládež. Brno: Dobroč. komitét dam, 1920–1925.
- WURMOVÁ, Jindřiška. Mír: Přednáš. v lázních Luhačovicích. Knihovnička Mírové jednoty; 4. Brno: Mírová jednota, 1921.
- WURMOVÁ, Jindřiška. Deset let Mírové jednoty. Knihovnička Mírové jednoty; 5. Brno: Mírová jednota, 1924.
- WURMOVÁ, Jindřiška. Mír. Ss. Knihovnička Mírové jednoty; 4.5.. Brno: Mírová jednota, 1924.
- WURMOVÁ, Jindřiška. Pryč s válkou!. Praha: Literární letáky, 1924.

#### Náboženství
- WURMOVÁ, Jindřiška. Indické poselství. Brno: Čes. theosof. společ, 1921.
- WURMOVÁ, Jindřiška. Jan Amos Komenský [1592-1670], učitel národů, představitel světového bratrství a průkopník společnosti národů. Brno: Jindřiška Wurmová, 1929.
- WURMOVÁ, Jindřiška. Ze staré rovečské fary. Klásky č. 6. Praha: Kalich, 1933.
- WURMOVÁ, Jindřiška. Historky ze života farských dětí. Světélka, knihovna malých; čís. 25.-26. Praha: Křesť. spolek mladíků v Čechách, 1938.

#### Biografie
- WURMOVÁ, Jindřiška. Louis Lucien Rochat, zakladatel Modrého kříže (1849-1917). Knihovna Vítkova; č. 5. Praha: Evangelická abstinentní rodina, 1925.
- WURMOVÁ, Jindřiška. Jindřiška. Ze života Jana Jindřicha Pestalozziho: 1746-1827. Praha: V. Neubert, 1927.
- WURMOVÁ, Jindřiška; ET AL. Památce Marie Burešové. Buditelé a průkopníci; Sv. 9. Brno: Moravský legionář, 1934.

#### Ostatní
- WURMOVÁ, Jindřiška. Symfonie: Pov. z dob čínského povstání. Brno: Vlastním nákladem, 1904.
- WURMOVÁ, Jindřiška. O československém Červeném kříži. Brno: Mírová jednota, 1920.
- WURMOVÁ, Jindřiška. Z denníku sedmnáctileté. Ve Valšském Meziříčí: J. Wurmová, 1924.
- WURMOVÁ, Jindřiška. Slavnost matek. Brno: Dobročin. komitét dam, 1925.